# Neukirchen, Hessen
Neukirchen är en stad i Schwalm-Eder-Kreis i Regierungsbezirk Kassel i förbundslandet Hessen i Tyskland.
De tidigare kommunerna Asterode, Christerode, Hauptschwenda, Nausis, Riebelsdorf och Rückershausen uppgick i Neukirchen 1 januari 1974.